# Ludwig Draxler
Ludwig Draxler (* 18. Mai 1896 in Wien; † 28. November 1972 in Wien) war ein österreichischer Rechtsanwalt und Finanzminister.

## Leben
Ludwig Draxler wurde als Sohn eines hohen Beamten geboren und besuchte ein humanistisches Gymnasium in Wien-Landstraße. Im Ersten Weltkrieg erreichte er den Rang eines Oberleutnants im Fliegerregiment Nr. 1. Draxler studierte an den Universitäten Innsbruck und Wien Rechtswissenschaft. 1919 wurde er im Corps Rhaetia recipiert. Gemeinsam mit dem späteren Heimwehrführer Ernst Rüdiger Starhemberg gehörte er dem Freikorps Oberland an und beteiligte sich an den Kämpfen im oberschlesischen Abstimmungsgebiet.
Nach seiner Promotion 1922 arbeitete Draxler zunächst als Rechtsanwalt und Strafverteidiger. Er wurde Vizepräsident des Niederösterreichischen Gewerbevereins und Verwaltungsratsmitglied einiger Unternehmen, wie der Hirtenberger Patronen- und Metallwarenfabriks AG, der Österreichischen Creditanstalt oder der Radio Verkehrs AG. 1928 wurde er Mitglieder der Heimwehr und wurde als Rechtsanwalt Konsulent der Heimwehr-Bundesführung. 1930 richtete er eine selbständige Kanzlei ein. 1934 wurde er Vizepräsident des Österreichischen Credit-Instituts für öffentliche Unternehmungen und Arbeiten, an deren Reorganisation er beteiligt war.
Im autoritären Ständestaat war er 1934–1938 Mitglied des Staatsrates und des Bundestags, wo er Obmann des Finanz- und Budgetausschusses war. Ab 17. Oktober 1935 bekleidete er das Amt des Finanzministers (während dieser Zeit wurde er in Staatsrat und Bundestag von einem Ersatzmitglied vertreten). Als der Einfluss der Heimwehr in der Regierung von Kurt Schuschnigg zurückgedrängt wurde, bedeutete dies mit 3. November 1936 auch für Draxler das Ende als Finanzminister.
Er wurde beim „Anschluss“ Österreichs am 14. März 1938 verhaftet und mit dem Prominententransport in das Konzentrationslager Dachau deportiert. Große Teile seines Vermögens wurden beschlagnahmt. Am 11. August 1939 wurde er freigelassen. Danach arbeitete er als Anwalt und Syndicus der Dresdner Bank.
Im besetzten Nachkriegsösterreich vertrat er als Anwalt die Familie Habsburg-Lothringen. Daneben war er Verwalter der Starhemberg’schen Güter und Anwalt westdeutscher Konzerne und des Fiat-Konzerns. In den 1950er-Jahren wurde er Aufsichtsratsvorsitzender der Hirtenberger AG und saß im Aufsichtsrat zahlreicher weiterer Unternehmen.
Ludwig Draxler war verheiratet und hatte vier Kinder. Er wurde auf dem Grinzinger Friedhof begraben.